# Il diario del vampiro (film)
Il diario del vampiro (Vampire Journals) è un film del 1997 diretto da Ted Nicolaou
Pellicola horror con protagonista David Gunn.

## Trama
Zachary è un vampiro che in cerca di vendetta per la morte della sua amata Rebecca, va nell'Europa dell'Est. Qui per portare a buon fine la sua missione egli deve uccidere Ash, un altro vampiro che domina tutta l'Europa dell'Est.
Ash è un vampiro potentissimo e possiede un club il Muse, lui è interessato a Sofia , una giovane pianista che ha deciso di vampirizzare, inizialmente Zachery riesce a salvarla una notte ma successivamente Sofia viene invitata a suonare nel locale e viene fatta prigioniera da Ash. Zachary può solo osservare infatti i poteri di Ash sono molto più potenti dei suoi, soltanto una notte invitato da Ash riesce ad entrare al Muse. Da qui egli riesce, grazie all'invidia e alle lotte per il potere, a salvare Sofia, anche se oramai vampirizzata, e ad uccidere Ash ed i suoi più fedeli seguaci.